# أنطوان جان باتيست توماس
أنطوان جان باتيست توماس (بالفرنسية: Antoine-Jean-Baptiste Thomas)‏ هو رسام فرنسي، ولد في 31 أكتوبر 1791 في باريس في فرنسا، وتوفي بنفس المكان في 1833.